# Jens Aarsbo
Jens Jacob Aarsbo, född 15 februari 1878 i Århus, död 20 maj 1944 i Hellerup, var en dansk bibliotekarie och musikskriftställare. 
Aarsbo studerade filologi och musikhistoria. Han anställdes 1906 vid Det Kongelige Bibliotek och blev 1914 stadsbibliotekarie i Köpenhamn. Han lämnade olika bidrag till dansk musiks (främst sångens) historia och utgav Fra den danske Musiks Historie (ansra upplagan 1916).